# Rhizom
 For alternative betydninger, se Rhizom (flertydig). (Se også artikler, som begynder med Rhizom)
Rhizom (Græsk ῥίζωμα, rhizoma = ”rod-stængel”) er i botanisk sammenhæng oftest et underjordisk eller fladt krybende skudsystem. Det er et organ med korte, fortykkede internodier. Til sammenligning har en rod hverken nodier (dvs. knopper) eller internodier (dvs. skudafstand mellem knopperne). Fra rhizomet udgår der både egentlige rødder og bladbærende skud. Ofte har rhizomet selv nogle skælagtige blade, som bruges til oplagring af næring.
En knold er en fortykket rhizom, som sædvanligvis er rig på stivelse. Et eksempel er kartoflen.
En lang række almindelige danske planter har rhizomer, mest kendt måske Skvalderkål, Stor Nælde og Grå Bynke, men også mange stauder og krydderurter.